# Tatárszentgyörgy
Tatárszentgyörgy község Pest vármegyében, a Dabasi járásban.

## Fekvése
Tatárszentgyörgy Pest vármegye déli részén, az ország földrajzi középpontjának közelében fekszik. Területét északon Dabas, északkelet felől Táborfalva (teljes hosszúságában egy néhány km széles katonai lőtér mentén) határolja. A tatárszentgyörgyi határ beékelődik Bács-Kiskun vármegye területébe, ahonnan délkeleti irányból Ladánybene, délről Kunbaracs, délnyugat felől Kunadacs, nyugatról pedig Kunpeszér határolja.
A község a Duna-Tisza közén, azon belül a Duna–Tisza közi homokhátság peremén található, mely nyugatról a Duna mentén elnyúló Csepel-solti síksággal, északról pedig a Pesti-síksággal érintkezik.
A település jellegét meghatározza, hogy a térség két fontos mellékútjának kereszteződésében, a Dabast Ladánybenével összekötő 5202-es út és az Örkénytől Kunszentmiklóson át Tassig vezető 5205-ös út találkozásánál fekszik. A 17. század óta a falu képe sokat változott, de eredeti jellegzetességeit, kettős keresztutcás, fésűs beépítésű szerkezetét – az északkeleti tengelyében kiszélesedő torkú utcával – máig megőrizte.
A tatárszentgyörgyi határ jellegzetes alföldi pusztai táj. A fehér nyárral, borókával tarkított futóhomok, a szőlőkkel, búzatáblákkal váltakozó erdők, rétek üde foltja, a köztük megbúvó, ma is termelő vagy éppen pihenést szolgáló tanyák kellemes élményt kínálnak a városból vidékre látogató, kikapcsolódásra vágyó ember számára.

## Története
Tatárszentgyörgy (Zádog) Árpád-kori település. Nevét 1295-1296 között már említette oklevél Zodok (Zádog) néven, mikor idevaló nemesek Zajcsföld birtoklásáról tanúskodtak.
Az Árpád-korban Tatárszentgyörgy területén két község, Esső és Zádog létezett. Előbbi nevét a mai község külterületén fekvő Esőpuszta őrzi. A tatárjárás alatt mindkét község elpusztult, a terület vélhetően évtizedekre pusztává vált. A néptelen környéken később kunok telepedtek meg, akiket később tévesen tatároknak neveztek. A templom melletti halomból nagy kun korsót ástak ki. A községet először 1508-ban említik egy adománylevélben, amelyben II. Ulászló király Kubinyi Lászlónak adja a falut.
A török hódoltság alatt a falu elnéptelenedett. 1710-ben határában táborozott II. Rákóczi Ferenc kuruc serege. A község területét 1783-ban Grassalkovich Antal szerezte meg, ő kezdte el a mai település kialakítását. 1873-ban Tatárszentgyörgyöt Várady Gáborné Csurgay Franciska vásárolta meg, aki a település északi és keleti határában több ezer hektárnyi, többnyire sívó homokkal borított területet néhány éven belül továbbértékesített az államkincstár számára. Az állam a megszerzett területen a mai napig katonai lőteret üzemeltet. A település római katolikus temploma a 19. század közepén épült.
A 20. század elején Pest-Pilis-Solt-Kiskun vármegye Alsódabasi járásához tartozott. 1910-ben 2085 lakosa volt, melyből 2045 magyar volt. Ebből 1923 római katolikus, 98 református, 34 evangélikus volt.
A rendszerváltozás után a település többször is az országos sajtó érdeklődésének fókuszába került. 1993 nyarán a falu határát sújtó sáskajárás miatt került a címlapokra. 1993-ban Tatárszentgyörgyön forgatták a Magyar Televízió Frici, a vállalkozó szellem című sorozatát, amely egyéni vállalkozások alapítására kívánta ösztönözni az attól a tervgazdálkodás évtizedei alatt elszokott vidéki lakosságot. A rendszerváltozást követő időszakot a megye perifériáján fekvő község megsínylette, a 2000-es évtized végére a fokozódó társadalmi feszültség több jelével szembesült az ország: 2007-ben egy rablást követően a Magyar Gárda rendezett felvonulást a községben, majd egy cigányok ellen irányuló gyilkosságsorozat egyik helyszínévé vált a falu.

## Közélete

### Polgármesterei
- 1990–1994: Gazdik Lajosné (független)[6]
- 1994–1998: Gazdik Lajosné (független)[7]
- 1998–2002: Gazdik Lajosné (független)[8]
- 2002–2006: Berente Imréné (független)[9]
- 2006–2010: Berente Imréné (független)[10]
- 2010–2014: Szehofner József (Fidesz-KDNP)[11]
- 2014–2017: Szehofner József (Fidesz-KDNP)[12]
- 2017–2019: Szehofner József (Fidesz-KDNP)[13]
- 2019–2024: Szehofner József (Fidesz-KDNP)[14]
- 2024– : Szehofner József (Fidesz-KDNP)[1]

A településen 2017. június 11-én időközi polgármester-választást (és képviselő-testületi választást) tartottak, az előző képviselő-testület önfeloszlatása miatt. A választáson a hivatalban lévő polgármester is elindult, és meg is tudta erősíteni a pozícióját.

## Népesség
A település népességének változása:
| Lakosok száma | 1870 | 1883 | 1811 | 1795 | 1784 | 1861 | 1852 |
|               | 2013 | 2014 | 2018 | 2021 | 2022 | 2023 | 2024 |

A 2011-es népszámlálás során a lakosok 81%-a magyarnak, 15,6% cigánynak, 0,2% lengyelnek, 0,4% németnek, 0,2% románnak mondta magát (18,6% nem nyilatkozott; a kettős identitások miatt a végösszeg nagyobb lehet 100%-nál). A vallási megoszlás a következő volt: római katolikus 51,7%, református 4,5%, evangélikus 0,2%, görögkatolikus 0,2%, felekezeten kívüli 7,1% (35,5% nem nyilatkozott).
2022-ben a lakosság 89,8%-a vallotta magát magyarnak, 7,2% cigánynak, 0,6% németnek, 0,3% románnak, 0,2% ukránnak, 0,2% szlováknak, 0,1-0,1% horvátnak, bolgárnak és szlovénnek, 1,9% egyéb, nem hazai nemzetiségűnek (10,1% nem nyilatkozott; a kettős identitások miatt a végösszeg nagyobb lehet 100%-nál). Vallásuk szerint 44,3% volt római katolikus, 5,5% református, 0,7% görög katolikus, 0,3% evangélikus, 0,1% izraelita, 0,1% ortodox, 1,4% egyéb keresztény, 1,1% egyéb katolikus, 17,5% felekezeten kívüli (28,7% nem válaszolt).

## Nevezetességei
- Tatárszentgyörgy határában található a ma lőtérként hasznosított Göbölyjárás-puszta, Magyarország egyik legnagyobb területű pusztai borókás-nyáras társulása. Területének egy része a lőgyakorlatok szüneteiben bejárható.
- Katolikus temploma az 1830-as években épült. Kertjében Rákóczira emlékező obeliszk áll.
- A község nyugati külterületének egy részén fekszik a Kiskunsági Nemzeti Parkhoz tartozó Apajpuszta.